# Steppevos
De steppevos (Vulpes corsac)  is een zoogdier uit de familie van de hondachtigen (Canidae). De wetenschappelijke naam werd gepubliceerd door Linnaeus in 1768. De soort komt voor in de woestijn van de Kaspische laagvlakte.

## Beschrijving

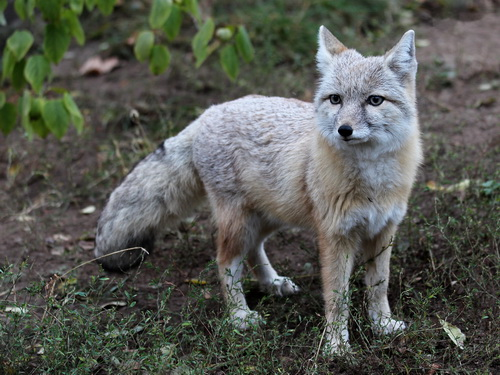
Steppevos met wintervacht

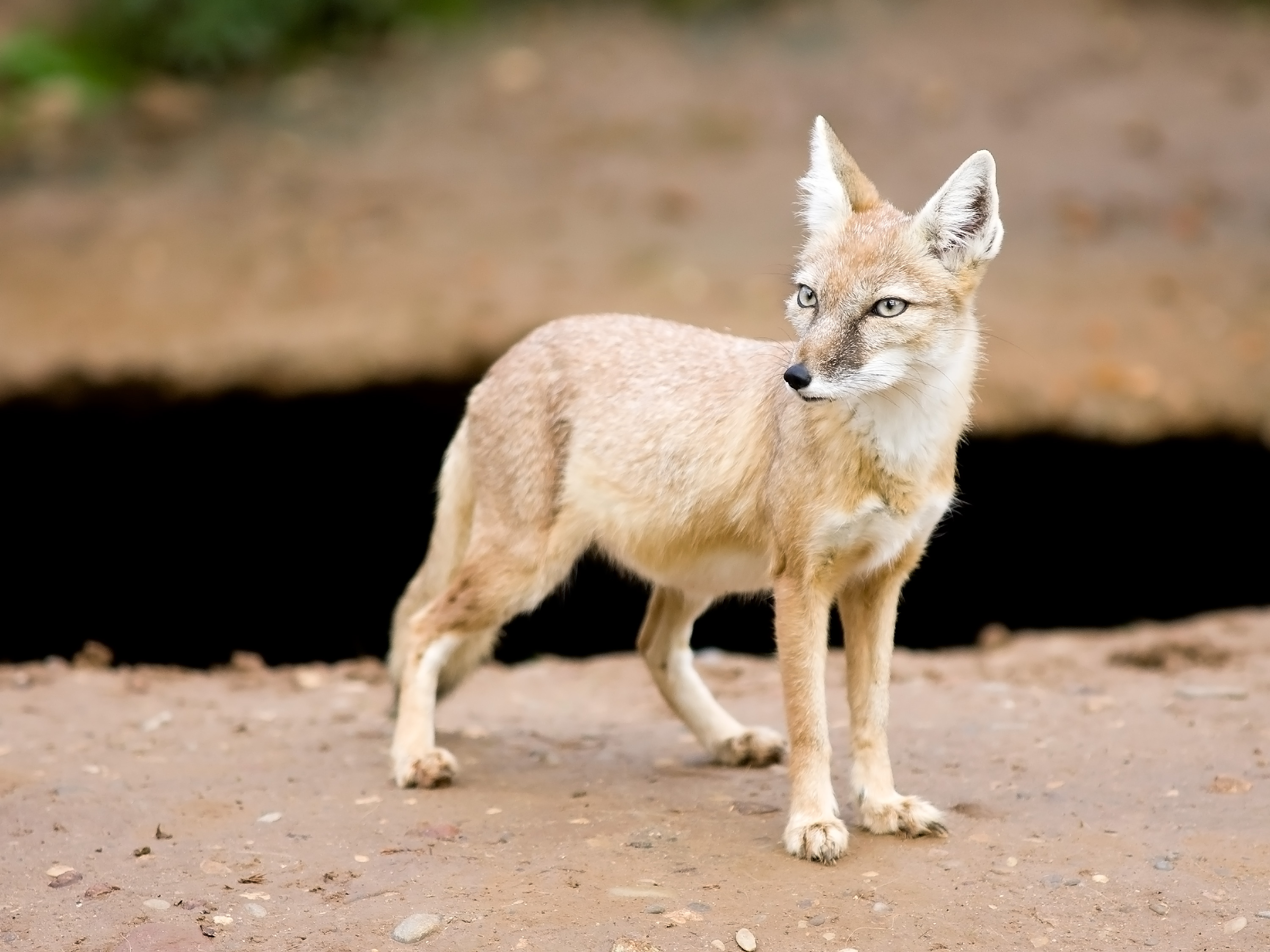
Steppevos met zomervacht

De steppevos is een middelgrote vos. De vos heeft een lengte van hoofd met lichaam van 45 tot 65 cm lang. De staart is gemiddeld 19 tot 35 cm lang. Volwassen exemplaren wegen gemiddeld ongeveer 1,6 tot 3,2 kilogram. De vos heeft een gele/grijze vacht over het grootste deel van zijn lichaam. De onderkant is bleker en hij heeft bleke plekken rond de mond, op de kin en op zijn nek. In de winter, wordt de vacht dikker en de vacht wordt stro-grijs van kleur met een donkere lijn op de rug. Vergeleken met andere vossensoorten heeft de steppevos een relatief grote schedel en kleine tanden. Hij heeft een aantal geurklieren, waarvan sommige een erg penetrante geur voortbrengen, alhoewel deze geur bij sommige vossensoorten nog extremer is. De klieren bevinden zich in de anale regio, boven het begin van de staart en op de poten en wangen.